# Llanrhidian Lower
Llanrhidian Lower är en community i Storbritannien.   Den ligger i kommunen Swansea och riksdelen Wales, i den södra delen av landet, 280 km väster om huvudstaden London.
Den största byn är Llanrhidian.